# Tim Harris
Tim Harris (* 20. Dezember 1962 in Swaffham) ist ein ehemaliger britischer Radrennfahrer und nationaler Meister im Radsport.

## Sportliche Laufbahn
Harris war im Straßenradsport aktiv. Er begann mit 14 Jahren mit dem Radsport. Als Amateur fuhr er einige Zeit in niederländischen Vereinen. Er gewann 1983, 1984 und 1986 das Rennen Portsdown Classic, 1983 eine Etappe in der Ronde van de Kempen, wurde 1984 Zweiter in der Ronde van West-Vlaanderen und gewann eine Etappe im Circuit Franco-Belge. In der Internationalen Friedensfahrt 1984 kam er auf den 81. Platz.
Von 1984 bis 1996 startete er als Berufsfahrer. Seinen ersten Profivertrag hatte er mit dem Radsportteam Elro Snacks. 1987 gewann er das traditionsreiche britische Rennen Crystal Palace sowie die nationale Meisterschaft im Kriterium, 1989 die Profimeisterschaft im Straßenrennen vor Mark Walsham und eine Etappe der Tour of Lancashire, 1990 zwei Etappenen der Volta ao Algarve, 1992 eine Etappe im GP Internacional Costa Azul.

## Berufliches
Nach seiner aktiven Karriere verkaufte er Möbel und wurde selbst Möbeldesigner. Er war er als Sportlicher Leiter in britischen Teams tätig, später bei Movistar und Bahrain-McLaren.